# Trégor-Goëlo
 (août 2025).
Motif : Absence de sources secondaires, les Pays loi Voynet ne sont pas admissibles d'office.
- Archive Wikiwix
- Bing
- Cairn
- DuckDuckGo
- E. Universalis
- Gallica
- Google
- G. Books
- G. News
- G. Scholar
- Persée
- Qwant
- (zh) Baidu
- (ru) Yandex
- (wd) trouver des œuvres sur Wikidata

| 1. | Préciser le motif de la pose du bandeau. | Précisez le motif de la pose du bandeau en utilisant la syntaxe suivante : {{admissibilité à vérifier\|date=août 2025\|motif=remplacez ce texte par le motif}}                    |
| 2. | Informer les utilisateurs concernés.     | Pensez à avertir le créateur de l'article, par exemple, en insérant le code ci-dessous sur sa page de discussion : {{subst:avertissement admissibilité à vérifier\|Trégor-Goëlo}} |

Le Trégor-Goëlo est une zone du nord-ouest de la Bretagne regroupant le Trégor et le Goëlo. C'était aussi l'une des 21 zones délimitées sous l'appellation « pays » dans la loi Voynet pour cette région.

## Description
Dans le découpage en pays retenue pour la loi Voynet en 1999, le pays du Trégor-Goëlo s'étend de Trébeurden à l'Ouest à Binic à L'Est. Il regroupe deux communautés de communes : Lannion-Trégor Communauté et Guingamp-Paimpol Agglomération.
Ce pays comprend environ 160 km de littoral, avec un patrimoine significatif et une fréquentation touristique confirmée depuis plusieurs décennies,.
Le GIP portant le pays est dissout le 31 décembre 2016.

## Démographie
La population du pays de Trégor-Goëlo était de 112 209 habitants en 2011.